# Bjørn Nielsen
Bjørn Nielsen  (født 4. oktober 1907, død 21. maj 1949) var en dansk skakspiller, der blev danmarksmester i skak fire gange i 1940'erne.

## Karriere
I 1933 fik han en delt 6.-7. plads i København (Politiken, Aron Nimzowitsch vandt),
Nielsen fik sit gennembrud som topskakspiller ved skakolympiaden i Folkestone i 1933 hvor han fik den bedste individuelle score på det danske hold, en bedrift han gentog i München i 1936. Hans karriere toppede i 1941-1942. Han blev danmarksmester begge årene og fik en 5.-6. plads i Europaturneringen i München i 1941, hvor han med sin sejr over Alekhin blev han første dansker, som opnåede at vinde over en regerende verdensmester.
I 1941 fik han en delt 5.-6. plads i München ved Europaturnier, hvor Gösta Stoltz vandt.
Han vandt danmarksmesterskabet i skak i 1941, 1942, 1944 og 1946. I 1947 fik han en delt førsteplads, men tabte omkampen med Jens Enevoldsen, 0,5 point mod 3,5 point. Han fik ligeledes en del førsteplads i 1949, men døde i Herning, inden omkampen med Poul Hage blev spillet.

### OL
Han spillede for Danmark under skakolympiaden ved tre lejligheder:
- 1933 som fjerde bræt i Folkestone (+4 –2 =7)
- 1935 som andet bræt i Warszawa (+3 –5 =6)
- 1936 som tredje bræt ved den tredje uofficielle skakolympiade i München (+10 –2 =3)

Han vandt en individuel guldmedalje i München i 1936.

## Privatliv
Nielsen var livet igennem svækket af sygdom, som også nogle gange påvirkede hans skakspil. Han døde af sin sygdom i 1949, 41 år gammel. Han er begravet på Herning Kirkegård.